# Beiyang-Regierung

Flagge der Republik China von 1912–1928

Unter dem Titel Beiyang-Regierung (chinesisch 北洋政府, Pinyin Běiyáng Zhèngfǔ) wird eine Reihe von zivilen und militärischen Regierungen der Republik China von 1912 bis 1928 verstanden. Sie regierten das Land von Peking aus, während sich 1917 in Guangzhou eine Kuomintang-Regierung unter Sun Yat-sen bildete, welche die Legitimität der Nordregierung nicht anerkannte und sich anfangs Bewegung zur Wahrung der Verfassung nannte.
Der Name der Pekinger Regierung leitete sich von der Beiyang-Armee der Qing-Regierung ab, deren General Yuan Shikai nach der Xinhai-Revolution als Präsident der neuen Republik China vereidigt wurde. Obwohl sich die Regierung ebenso wie die Armee nach dem Tode Yuan Shikais unter verschiedenen Warlords zersplitterte, die auch als Nördliche Kriegsherren bezeichnet wurden, blieb sie immer in den Händen von Generälen der Beiyang-Armee und wurde international als rechtmäßige Regierung anerkannt. Die Legitimation als Regierungschef hielt dabei meist derjenige in Händen, dessen Truppen Peking kontrollierten. Sie wurde schließlich durch die Nördliche Expedition Chiang Kai-sheks von 1926–1928 niedergeworfen und die Hauptstadt nach Nanjing verlegt.

## Struktur

Wappen der Republik China von 1912–1928

Nach den Vorgaben der Vorläufigen Verfassung der Republik China, welche durch einen Provisorischen Senat im Februar 1912 beschlossen worden war, wählte die Nationalversammlung den Präsidenten und Vizepräsidenten der Republik für jeweils fünf Jahre und bestätigte den vom Präsidenten vorgeschlagenen Premierminister, welcher das Kabinett zusammenstellte und ihm vorstand. Gesetzesentwürfe mussten dabei von den zuständigen Ministern gegengezeichnet werden um gültig zu werden. Wichtige Ministerposten waren die des Heeres-, Finanz-, Kommunikations- und Innenministers während die Bedeutung des Marineministeriums zusammenbrach, nachdem 1917 die meisten der Schiffe zur Bewegung zur Wahrung der Verfassung in Guangzhou übergelaufen waren. Dem Kommunikationsministerium unterstanden auch das Transport- und Postwesen sowie die Bank of Communications.
Mit der Zeit bildete sich aus Angehörigen des Ministeriums die so genannte Kommunikations-Clique. Im Außenministerium dienten viele später bekannte Persönlichkeiten wie Wellington Koo. Da die Integrität Chinas in dieser Zeit durch äußere Mächte gefährdet war, waren die Generäle auf die Diplomaten des Außenministeriums angewiesen, wodurch dieses über die gesamte Zeit der Beiyang-Regierung ein hohes Maß an Unabhängigkeit genoss. Zu den größten Erfolgen des Außenministeriums gehörten die Rückgabe der an das Deutsche Kaiserreich abgetretenen und im Ersten Weltkrieg von Japan besetzten Shandong-Halbinsel 1922 sowie die Nichtanerkennung der südlichen Regierung durch den Völkerbund bis zu deren Machtübernahme 1928.
Die Nationalversammlung teilte sich in zwei Kammern, die erste bestand aus einem Senat erster und zweiter Klasse, dessen Mitglieder für jeweils sechs Jahre gewählt werden sollten, während eine Amtszeit im Repräsentantenhaus jeweils drei Jahre andauern sollte. Gewählt wurden die Senatoren dabei von den Provinzialversammlungen, während die Repräsentanten von Wahlmännern gewählt wurden, bei deren Bestimmung es jedoch nur zu eingeschränkten öffentlichen Wahlen kam. Hauptaufgaben der Nationalversammlung sollten dabei das Erstellen einer permanenten Verfassung, die Bildung einer Legislative, Abstimmung über Budgetfragen und Verträge mit ausländischen Mächten sowie die Bestätigung des Kabinetts sein. Zur Anklage und Verurteilung von korrupten Beamten wurde eine Judikative mit einem Obersten Gerichtshof einberufen. Vorbild für die frühe Gesetzgebung war vor allem das Bürgerliche Gesetzbuch des Deutschen Kaiserreichs.
In der politischen Wirklichkeit war die Nationalversammlung vor allem durch Cliquenbildung und teils extreme Korruption geprägt. Die Stärkung des Militärs und die Bewilligung des dafür benötigten Budgets war dabei das Hauptanliegen vieler Mitglieder. Außerdem zeichnete sich die Regierung in der auch als Warlord-Ära bekannten Zeit durch eine enorme Instabilität aus. In den 16 Jahres ihres Bestehens hatte sie fünf Präsidenten, fünf Notstandsregierungen, 34 Premierminister, 25 Kabinette, fünf Repräsentantenhäuser und vier Satzungen. Mehrmals stand sie kurz vor dem Staatsbankrott und konnte sich häufig nur durch private Geldgeber retten. Haupteinnahmequellen waren Steuern, ausländische Kredite und Handelsverträge. Nach dem Zhili-Anhui-Krieg von 1920 wurden darüber hinaus nur noch die Steuern in der Provinz Zhili, also der direkten Umgebung Pekings, eingetrieben, während die Einnahmen aller anderen Gebiete in die Kassen verschiedener Warlords flossen.

## Unter Yuan Shikai

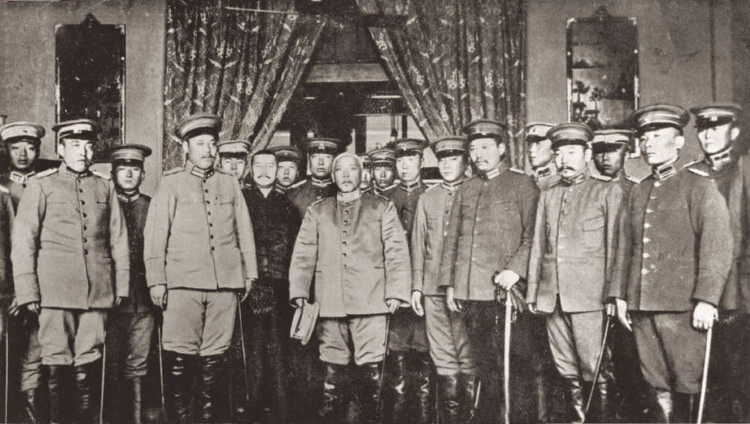
Yuan Shikai nach der Ernennung zum Präsidenten

Nach der Xinhai-Revolution errichteten die Rebellen 1912 eine provisorische republikanische Regierung in Nanjing, der Sun Yat-sen und Li Yuanhong als Präsident und Vizepräsident vorstanden. Da die Revolution jedoch nur im Südosten Chinas erfolgreich gewesen war, traten die beiden in heimliche Verhandlungen mit Yuan Shikai, dem Befehlshaber der Beiyang-Armee, woraufhin dieser die Qing-Dynastie in Peking stürzte. Als Dank hierfür wurde er zum provisorischen Präsidenten der Republik ernannt und die Hauptstadt nach Peking verlegt, da er fürchtete in Nanjing einem Attentat zum Opfer zu fallen. Andere Gründe für die Verlegung waren, dass Yuan in Peking sein Machtzentrum hatte und er damit argumentierte, dass es für die Verwaltung der Republik von Vorteil wäre, die dort gut ausgebaute Bürokratie aus Zeiten der Monarchie übernehmen zu können.
In den Wahlen zur ersten Nationalversammlung errang die Kuomintang Sun Yat-sens über die Hälfte der Sitze in beiden Kammern. Zweitstärkste Kraft wurde die von Yuan favorisierte Jinbudang unter Liang Qichao. Viele waren sich einig, dass Song Jiaoren der nächste Premierminister werden würde, jedoch wurde dieser weniger als zwei Wochen vor seiner Amtseinführung ermordet. Viele vermuteten hinter dem Anschlag Yuan, da dieser sich über das Vorhaben Songs aufgeregt hatte, nur Mitglieder der Kuomintang als Minister benennen zu wollen. Eine Untersuchung beschuldigte den Premier Zhao Bingjun während es weiter Gerüchte gab, Yuan selbst sei der Auftraggeber gewesen. Yuan stritt daraufhin vehement ab, dass er oder Zhao mit dem Mord in Verbindung stünden.
Als er im Sommer 1913 dann schließlich einen großen ausländischen Kredit aufnahm ohne sich vorher im Parlament die nötige Zustimmung zu holen, verließ Sun mit seiner Fraktion das Parlament und rief die Zweite Revolution aus. Er und seine Anhänger wurden jedoch innerhalb von zwei Monaten von den Truppen Yuans geschlagen und mussten untertauchen. Sun flüchtete nach Japan ins Exil. Trotz der inneren Unruhe wählte das verbliebene Parlament Yuan am 10. Oktober 1913 zum vollwertigen Präsidenten. Er verwies als erste Amtshandlung die noch verbliebenen Anhänger der Kuomintang des Parlaments, wodurch dieses keine beschlussfähige Mehrheit mehr hatte und vorerst aufgelöst wurde.
1914 trat eine Gesetzgebende Konferenz zusammen, welche die Rechte des Präsidenten weiter stärkte. Zwar hatte das neue Parlament, der Nationale Rat, die Möglichkeit, den Präsidenten seines Amtes zu entheben, dieser hatte jedoch die Befugnis den Nationalen Rat im Gegenzug aufzulösen, noch bevor seine Abberufung rechtsgültig wurde. Etwa zu dieser Zeit beschloss Yuan, die Republik wieder zu beenden und sich zum Kaiser krönen zu lassen. Unterstützt wurde dieser Entschluss durch eine monarchistische Strömung innerhalb des Parlaments, welches ihn ab 1915 immer wieder dazu drängte, den Thron zu besteigen. Offiziell wies Yuan die Bitten immer wieder ab und forderte, dass eine Nationale Versammlung mit fast 2000 Delegierten ihn dazu zum Kaiser wählen müsste. Als sich diese Versammlung zusammengefunden und ihn gewählt hatte, gab der den Bitten nach und bestieg den Thron. 
Liang Qichao trat daraufhin, enttäuscht von Yuan, an die so genannte Yunnan-Clique heran und animierte sie, gegen Yuans Inthronisierung zu rebellieren, woraus der Nationale Schutzkrieg entstand. Im Verlaufe des Krieges liefen immer mehr Anhänger Yuans zu den republikanischen Kräften über. Um zumindest die Macht als Präsident zu behalten, verkündete er am 22. März 1916 das Ende des Kaiserreichs. Jedoch gaben sich seine Gegner damit nicht zufrieden und forderten seinen Rücktritt vom Amt des Präsidenten. Bevor er dies jedoch tun konnte, starb Yuan im Juni 1916.

## Herausbildung des Kriegsfürstentums

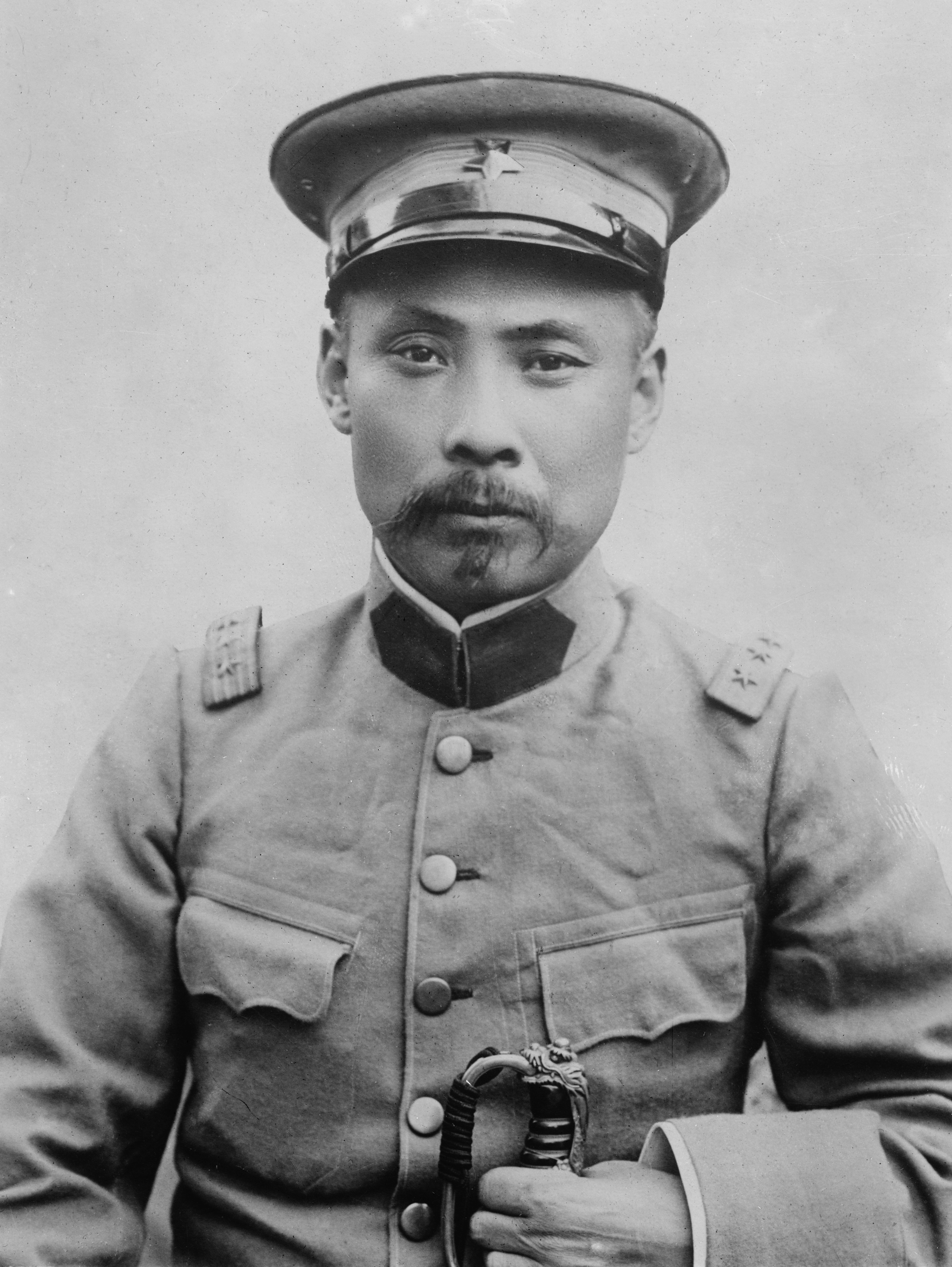
Premierminister Duan Qirui.

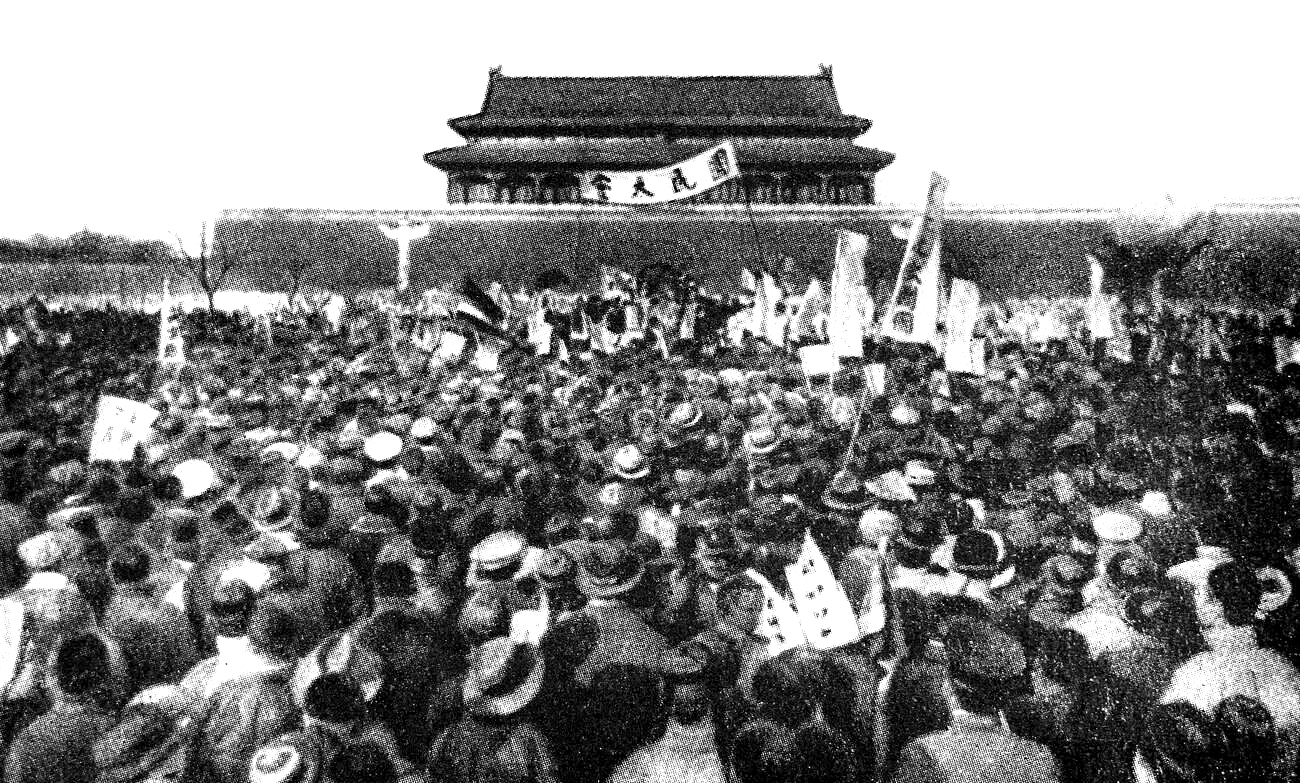
Demonstranten während der Bewegung des vierten Mai

Am 7. Juni wurde Li Yuanhong zum neuen Präsidenten der Republik gewählt während Feng Guozhang, der sich durch seine starke antimonarchistische Haltung ausgezeichnet hatte, zum Vizepräsidenten wurde und Duan Qirui erneut zum Premierminister wurde. Die im Jahr 1913 gewählte Nationalversammlung trat erneut zusammen und setzte die Vorläufige Verfassung wieder in Kraft. Neben der Kuomintang gab es noch zwei weitere Interessengruppen in der Nationalversammlung: die Fraktion zur Untersuchung der Verfassung unter Liang Qichao und die Fraktion zur Diskussion der Verfassung unter Tang Hualong.
Der erste Beschluss nach der Wiedereinsetzung der Verfassung sollte die Einrichtung einer republikanischen, nationalen Armee sein, um sich dem Einfluss verschiedener regionaler Warlords und ihrer Truppen entziehen zu können. Dies traf jedoch auf den Widerstand der Generäle des Südens, welche fürchteten ihre Kommandoposten zu verlieren, wodurch es zu keiner endgültigen Entscheidung kam. Ein weiterer Diskussionspunkt war der zu diesem Zeitpunkt tobende Erste Weltkrieg. Duan und Liang waren dafür, dass China auf der Seite der Triple Entente in den Krieg gegen die Mittelmächte eintreten sollte, während Li und Sun dies konsequent ablehnten. 
Durch verschiedene Ränkespiele schaffte Duan es jedoch, im Parlament den Beschluss zum Abbruch der diplomatischen Kontakte mit dem Deutschen Kaiserreich durchzubringen. Als herauskam, dass Duan Gelder aus Japan angenommen hatte, wurde er von Präsident Li seines Amtes enthoben. Er zog sich mit einigen Gefolgsleuten nach Tianjin zurück, bezeichnete seine Absetzung jedoch als illegal und forderte seine Wiedereinsetzung. Er wurde dabei von den meisten Generälen der Beiyang-Armee unterstützt, welche die Auflösung des Parlaments forderten.
Im Juni 1917 bot der General Zhang Xun sich als Schlichter an und zog mit seinen Soldaten in Peking ein. Dort übernahm er, gestützt durch finanzielle Mittel aus Deutschland, die Kontrolle über die Stadt und zwang Präsident Li dazu, das Parlament aufzulösen. Anschließend setzte er am 1. Juli 1917 den gestürzten Qing-Kaiser Puyi, der sich zu diesem Zeitpunkt noch in der Verbotenen Stadt aufhalten durfte, wieder als Kaiser ein. Präsident Li flüchtete sich in die japanische Botschaft und nahm Kontakt mit Duan Qirui auf, setzte ihn wieder in das Amt des Premierministers ein und beauftragte ihn mit dem Schutz der Republik. Duan führte seine Truppen nach Peking und schlug innerhalb kurzer Zeit die Truppen Zhangs und setzte Puyi erneut ab.
Nachdem die Lage wieder unter Kontrolle gebracht worden war, trat Li von seinem Amt zurück und übergab es an Feng Guozhang. Aufgrund seiner schlechten Erfahrungen verweigerte Duan jedoch seine Zustimmung zur Wiedereinsetzung des Parlaments. Er argumentierte dabei damit, dass seine Niederwerfung der kurzzeitigen Restauration der Monarchie wie eine zweite Xinhai-Revolution zählen würde und daher ein neuer provisorischer Senat einberufen werden müsste, welcher die Wahlrichtlinien für ein neues Parlament festlegen müsse. Nach seiner Berufung beschränkte der Senat die Anzahl der Sitze im zukünftigen gewählten Senat auf beinahe die Hälfte.
Die Gegner dieser Verfahrensweise führten an, dass nach dieser Argumentation Duan auch auf sein Amt als Premierminister verzichten müsse, da dieses nicht ohne ein Parlament existieren könne. Sun Yat-sen und seine Anhänger zogen daraufhin nach Kanton und gründeten mit der Bewegung zur Wahrung der Verfassung eine Gegenregierung unter dem Schutz der Yunnan- und der Guangxi-Clique.
Im August 1917 erklärte die Regierung in Peking schließlich den Mittelmächten den Krieg. Da die Alliierten eine Entsendung chinesischer Truppen an den europäischen Kriegsschauplatz ablehnten, schickte die Beiyang-Regierung anstelle dessen ein Chinesisches Arbeiterkorps nach Europa. Duan nahm trotzdem große japanische Kredite entgegen, mit denen er nach seiner Behauptung ein Heer von einer Million Soldaten ausbauen wollte, welches nach Europa gesandt werden sollte.
In Wirklichkeit sollte dieses Heer, welches nicht dem Heeresministerium, sondern Duan selbst unterstehen sollte, möglichen Widerstand gegen seine Regierung niederschlagen und seinem Machterhalt dienen. Währenddessen kam es zwischen den Truppen der Regierungen in Peking und Kanton zu einem Stillstand da beide Seiten erkannten, dass sie nicht in der Lage waren die andere zu besiegen.
Da Duan mit der Zeit eine immer stärkere Vetternwirtschaft betrieb und viele Verwandte und Freunde in bedeutende Positionen hievte, verlor er auch innerhalb der Nordregierung seinen Rückhalt. Seine Gegner sammelten sich um Präsident Feng und bildeten die so genannte Zhili-Clique gegen Duans Anhui-Clique. Hauptanliegen der Zhili-Clique waren dabei friedliche Verhandlungen mit der Südregierung, während Duan eine militärische Lösung bevorzugte. Als er das Ausmaß des gegen ihn gerichteten Widerstands erkannte, trat Duan von seinem Amt zurück, jedoch erzwangen seine Anhänger von Präsident Feng die Wiedereinsetzung.
Aus den Wahlen zur Nationalversammlung von 1918 ging der Anfu Club, die Fraktion von Duans Anhui-Clique, als stärkste Partei hervor und konnte drei Viertel der Sitze für sich gewinnen. Im Oktober 1918 lief auch die Amtszeit Fengs als Präsident aus, da die Einsetzung Yuan Shikais als Präsident immer noch als Beginn der Amtszeit gewertet wurde. Das Präsidentenamt wurde daraufhin mit Duans Favoriten Xu Shichang besetzt. Cao Kun sollte zum Vizepräsidenten werden, da diesem jedoch eine extrem kostspielige Affäre zu einer Prostituierten nachgesagt wurde, konnte er nicht im Parlament durchgesetzt werden.
Die Anhänger der Zhili-Clique brachten daraufhin die Idee hervor, ein Mitglied der Regierung des Südens als Vizepräsidenten einzusetzen, um ein Zeichen der Versöhnung zu zeigen. Da sich jedoch kein Mitglied der Südregierung zum angesetzten Wahltermin einfand, blieb der Posten vakant. Aus der gescheiterten Kandidatur Caos entwickelte sich eine starke Feindschaft zwischen diesem und Duan, welcher bereits kurz nach dem Rücktritt Fengs ebenfalls zurückgetreten war. Obwohl nun ohne Amt, blieb er einer der mächtigsten Männer im Norden und verfügte über ausgezeichnete Drähte in die Regierung. 
Als in der Pariser Friedenskonferenz 1919 der Anhänger Duans, Cao Rulin, den Japanern die Übergabe sämtlicher ehemals deutscher Konzessionen auf der chinesischen Shandong-Halbinsel zusagte, kam es zur Bewegung des vierten Mai, welche den Einfluss der Anhui-Clique auf die Regierung nachhaltig schwächte. Obwohl der Erste Weltkrieg schon längst beendet war, war die für den Einsatz in Europa vorgesehene Armee noch nicht aufgelöst worden, sondern wurde unter dem Befehl von Xu Shuzheng ausgeschickt, um die Äußere Mongolei zu besetzen.
Dies führte zu Spannungen mit der Fengtian-Clique unter Zhang Zuolin in der Mandschurei, welche eine so große Armee direkt an ihrer offenen Grenze als Bedrohung betrachteten. Nach dem Tod Feng Guozhangs im Dezember 1919 übernahmen Cao Kun und Wu Peifu die Führung der Zhili-Clique und drängten auf mehr Einfluss im Parlament sowie die Abberufung Xu Shuzhengs. Präsident Xu Shichang stimmte diesem Anliegen zu und enthob Xu Shuzheng seines Amtes, da er Duan und seine Anhänger beschuldigte die Friedensverhandlungen mit der Südregierung zu torpedieren. Daraufhin erklärten Duan und Xu Shuzheng der Regierung in Peking am 6. Juli 1920 den Krieg. Am 14. Juli kam es zur ersten Begegnung der Truppen der Zhili- und Anhui-Cliquen. Bereits nach wenigen Tagen waren die Truppen Duans geschlagen und der Zhili-Anhui-Krieg beendet. Am 30. August 1920 wurde schließlich das alte Parlament aufgelöst.

## Vorherrschaft der Zhili-Clique

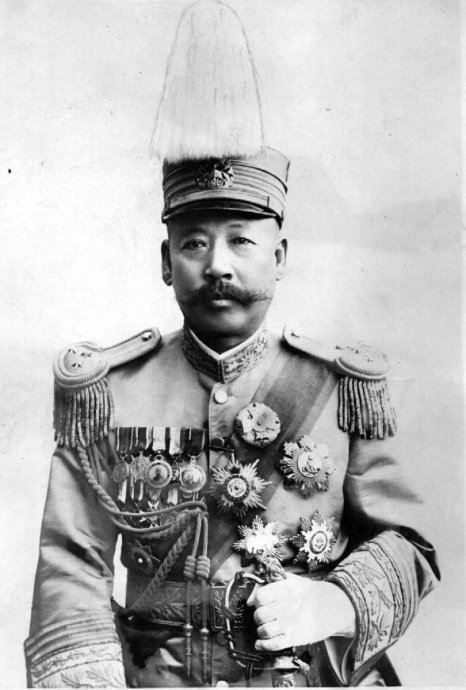
Präsident Cao Kun.

Obwohl die Truppen von Zhang Zuolins Fengtian-Clique nur geringen Einfluss auf den Sturz der Anhui-Clique hatten, wurden sie an der neuen Regierung in Peking beteiligt. Mit Jin Yunpeng wurde ein Mann mit guten Verbindungen zu beiden Cliquen zum Premierminister ernannt. Für den Sommer 1921 wurden von Präsident Xu neue Parlamentswahlen angesetzt. Da sich an diesen jedoch nur elf Provinzen beteiligten, wurde die Wahl für ungültig erklärt und es trat keine neue Nationalversammlung zusammen.
Während der Zeit betrachtete Zhang Zuolin, der starke Unterstützer in Japan besaß, die wachsende militärische Stärke und strikt antijapanische Haltung Wu Peifus mit zunehmender Sorge. Im Dezember 1921 nutzte er daher eine finanzielle Krise in der Regierung und setzte durch, dass Premierminister Jin durch den ihm wohlgesinnteren Liang Shiyi ersetzt wurde. Nach nur einem Monat zwang jedoch im Gegenzug Wu diesen zum Rücktritt, da er zu projapanisch sei. Als Beweis hierfür legte er ein Telegramm Liangs an die chinesischen Diplomaten bei der Washingtoner Flottenkonferenz vor, in dem er sie anwies in den Verhandlungen um den Status um die Shandong-Halbinsel eine projapanische Haltung anzunehmen. Als Reaktion auf diese Ereignisse bildete Zhang eine Allianz mit Duan Qirui und Sun Yat-sen. Nachdem beide Seiten versuchten, möglichst viele Anhänger um sich sammeln zu können, kam es ab dem 28. April 1922 zum Ersten Zhili-Fengtian-Krieg, aus dem die Truppen Wus siegreich hervorgingen. Zhang zog sich daraufhin in die Mandschurei zurück.
Gestärkt durch den Ausgang des Krieges, erklärte die Zhili-Clique die Präsidentschaft Xu Shichangs für illegal, da er von einem illegalen Parlament unter Duan Qirui gewählt worden sei, und forderte die Wiedereinsetzung Li Yuanhongs als Präsident. Darüber hinaus forderten sie Sun Yat-sen auf, die Präsidentschaft über die Südregierung aufzugeben, damit beide Regierungen vereint werden könnten. Als Sun ablehnte, schaffte Wu es, Chen Jiongming davon zu überzeugen, den Versuch zu unternehmen, Sun aus dem Süden zu vertreiben. Dafür sollte dieser im vereinten China die Kontrolle über die Provinz Guangdong erhalten. Trotz Suns Ablehnung gingen viele Parlamentsmitglieder aus dem Süden, die ursprünglich im Norden gewählt worden waren, nach Peking, sodass das Parlament in seiner Zusammensetzung vor der Spaltung Chinas 1917 in einer beschlussfähigen Anzahl zusammentreten konnte. Es wählte daraufhin Li Yuanhong erneut zum Präsidenten.
Die neue Regierung unter Li konnte jedoch nicht die gleiche Macht entfalten wie seine erste. Die Beschlüsse des Kabinetts mussten durch Wu Peifu abgesegnet werden, dessen wachsende Macht und Einfluss seinen ehemaligen Mentor Cao Kun, der die Beziehungen zwischen Li und Wu vermittelte, zunehmend beunruhigten. Cao hatte seine Niederlage, als es um das Amt des Vizepräsidenten ging, noch nicht verkraftet und strebte nun seinerseits nach dem Präsidentenamt. Wu versuchte diese Ambitionen zu unterdrücken, indem er Li stützte. Dieser ruinierte jedoch das von ihm eingerichtete Expertenkabinett, indem er nach Gerüchten seinen Finanzminister Luo Wengan verhaften ließ. Daraufhin trat das Kabinett geschlossen zurück und Wu war nicht mehr in der Lage, Li zu schützen. Das neue Kabinett wurde von Anhängern Caos dominiert, der auch das Parlament für sich gewinnen konnte. Im Geheimen organisierte er Streiks der Polizei, die seit längerem nicht voll bezahlt worden war. Anschließend ließ er die Präsidentenvilla besetzen und Li, der mit den Amtsinsignien des Präsidenten zu fliehen versucht hatte, festsetzen.
In den nächsten Monaten bereitete sich Cao auf seine Wahl zum Präsidenten vor und bot darüber hinaus jedem Mitglied des Parlaments, das ihn wähle, 5000 Dollar an. Obwohl es zu Protesten gegen diese offensichtliche Bestechung kam, wurde Cao am zwölften Jahrestag des Wuchang-Aufstands, dem 10. Oktober 1923, zum Präsidenten gewählt und sogleich vereidigt. Das Amt des Vizepräsidenten wurde Zhang Zuolin, Duan Qirui und Lu Yongxiang angeboten, da alle drei jedoch ablehnten, blieb es wieder vakant.
Als im September 1924 der Zhili-General Qi Xieyuan, der auch Gouverneur von Jiangsu war, forderte, dass Shanghai der Kontrolle seiner Provinz unterstellt werde, kam es zu zunehmenden Spannungen, da dieses bis dahin unter der Verwaltung von Lu Yongxiang gestanden hatte, der mit Zhejiang die letzte Provinz unter Kontrolle der Anhui-Clique besaß. Als sich Zhang Zuolin und Sun Yat-sen hinter Lu stellten, kam es zum Zweiten Zhili-Fengtian-Krieg, in dessen Verlauf die Zhili-Truppen Zhejiang besetzen und Zhang zurückdrängen konnten. Am 23. Oktober verriet der Zhili-General Feng Yuxiang jedoch Wu Peifu und besetzte mit seinen Truppen Peking. Er stellte Cao Kun unter Hausarrest. Als Wu seine Truppen von der Front abzog, um Cao zu retten, fiel Zhang ihm in den Rücken und konnte ihn zur Flucht zwingen. Er flüchtete sich zu General Sun Chuanfang, dessen Truppen denen Zhangs noch Widerstand leisten konnten.

## Provisorische Regierung
Am 2. November 1924 wurde Huang Fu auf Druck Feng Yuxiangs zum Präsidenten. Dieser erklärte Cao Kun wegen Bestechung für abgesetzt und setzte jedes Mitglied des Parlaments, welches Cao gewählt hatte unter Arrest. Die Verfassung von 1923 wurde außer Kraft gesetzt und durch die Richtlinien der Provisorischen Regierung ersetzt. Pu Yi wurde gezwungen, die Verbotene Stadt zu verlassen. Zhang, der ein Monarchist war, protestierte erfolglos gegen dieses Vorgehen. Kurze Zeit später jedoch beschloss er gemeinsam mit Huang erneut, Duan Qirui zum Regierungschef zu ernennen und das alte Parlament endgültig aufzulösen. Obwohl das neue Amt des Provisorischen Regierungsvorsitzenden die Macht des Präsidenten und des Premierministers vereinigte und die Legislative ausschaltete, konnte Duan keine wirkliche Macht ausüben, da er von Feng und Zhang abhängig war.
Feng, Zhang und Duan luden Sun Yat-sen zu Verhandlungen über eine nationale Wiedervereinigung nach Peking ein. Sun nahm diese Einladung wahr, konnte jedoch aufgrund seines fortschreitenden Leberkrebs die Verhandlungstermine kaum wahrnehmen. Während der Wiederherstellungskonferenz am 1. Februar 1925 fühlte Sun sich darüber hinaus vor den Kopf gestoßen, da Zhang und Feng über eine Wiedereinsetzung Pu Yis als Kaiser nachdachten. Die Verhandlungen endeten im März ergebnislos mit Suns Tod. 
Am 30. Juli 1925 rief Duan eine provisorische Versammlung zusammen. Nachdem jedoch im November der Fengtian-General Guo Songling zu der von Feng gegründeten Guominjun übergelaufen war, wurden die Beratungen eingestellt, da es zum Anti-Fengtian-Krieg kam. Zhang schloss in diesem ein Bündnis mit Wu Peifu, welcher sich an Feng rächen wollte. Nachdem Guo am 24. Dezember im Kampf getötet wurde und die Truppen Fengs sich nicht behaupten konnten, trat Feng von allen Ämtern zurück und ging ins Exil in die Sowjetunion, aus welchem er jedoch nach wenigen Monaten bereits zurückgerufen wurde. Als es am 18. März 1926 in Peking zu einem Massaker an Demonstranten gegen die Willkür der Warlords kam, besetzten Truppen der Guominjun Peking und zwangen Duan, in einer ausländischen Botschaft Zuflucht zu suchen. Als Zhangs Truppen die Stadt schließlich zurückeroberten, weigerte dieser sich, Duan erneut ins Amt einzusetzen. Während der Eroberung durch die Truppen Duans und Wu Peifus wurden große Teile der Stadt geplündert und verwüstet.

## Niedergang

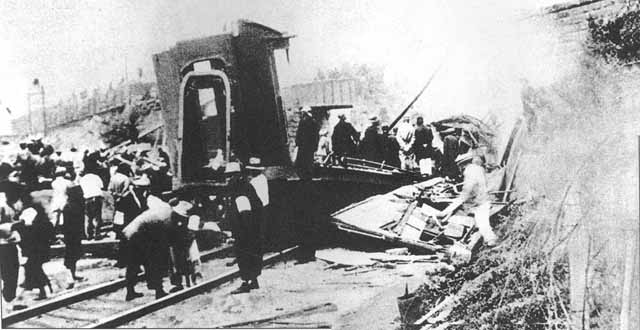
Der Anschlagsort im Bezirk Huanggutun am 4. Juni 1928

Nach dem Sieg kam es zwischen Zhang und Wu zu Meinungsverschiedenheiten, wer Duan nachfolgen sollte. Wu wollte Cao Kun als Präsidenten wiedereinsetzen, was jedoch von Zhang vehement abgelehnt wurde. Als Folge davon kam es zu einer Reihe von Interims- und Scheinregierungen, die teilweise nur auf dem Papier bestanden. Teilweise brach die offizielle Ordnung zusammen, und Kabinettsminister mussten durch das Militär davon abgehalten werden, zurückzutreten.
Im Juli 1926 begann die Südregierung unter Chiang Kai-shek ihren Nordfeldzug. Bis zum April 1927 machte dieser große Fortschritte, musste dann jedoch unterbrochen werden, da Chiang die Mitglieder der Kommunistischen Partei, welche einige Jahre früher eine Allianz mit der Kuomintang eingegangen war, gewaltsam aus der Partei und der Nationalrevolutionären Armee entfernen ließ. Nach der Niederlage der Zhili-Truppen übernahm Zhang persönlich als Generalissimus die Regierung in Peking unter dem Mandat zur Organisation der Militärregierung. Dies war das erste Mal, dass die Regierung in Peking sich auch offiziell als Militärregierung darstellte und verstand. Unter der Führung Zhangs kam es nochmals zu einem Aufleben einer funktionierenden Bürokratie.
Die Guominjun und der Gouverneur Yan Xishan verbündeten sich in der Folge mit Chiang gegen Zhang. Dieser beschloss im Juni 1928 insbesondere auf Druck der Japaner, Peking aufzugeben und sich in die Mandschurei zurückzuziehen, wo am 4. Juni 1928 beim so genannten Huanggutun-Anschlag ein Offizier der japanischen Kwantung-Armee unweit von Mukden ein Bomben-Attentat auf seinen Zug verübte und ihn tötete. Die Truppen Yans besetzten daraufhin Peking und beendeten die Nordregierung offiziell.
Zwar errichtete Zhangs Sohn, Zhang Xueliang eine Exilregierung und ernannte Pan Fu zum Premierminister, konnte sich damit jedoch nicht durchsetzen. Die Vereinigten Staaten waren der erste Staat, welcher am 1. Oktober der Nordregierung die Anerkennung entzog und die nun von Nanjing aus regierende Südregierung als offizielle Regierung anerkannte. Aufgrund ihrer antijapanischen Einstellung war Japan einer der letzten Staaten, welcher die Südregierung anerkannte. Nach Verhandlungen zwischen Zhang und Chiang kam es schließlich am 29. Dezember zur Chinesischen Wiedervereinigung.